# Ann Ahlbom Sundqvist

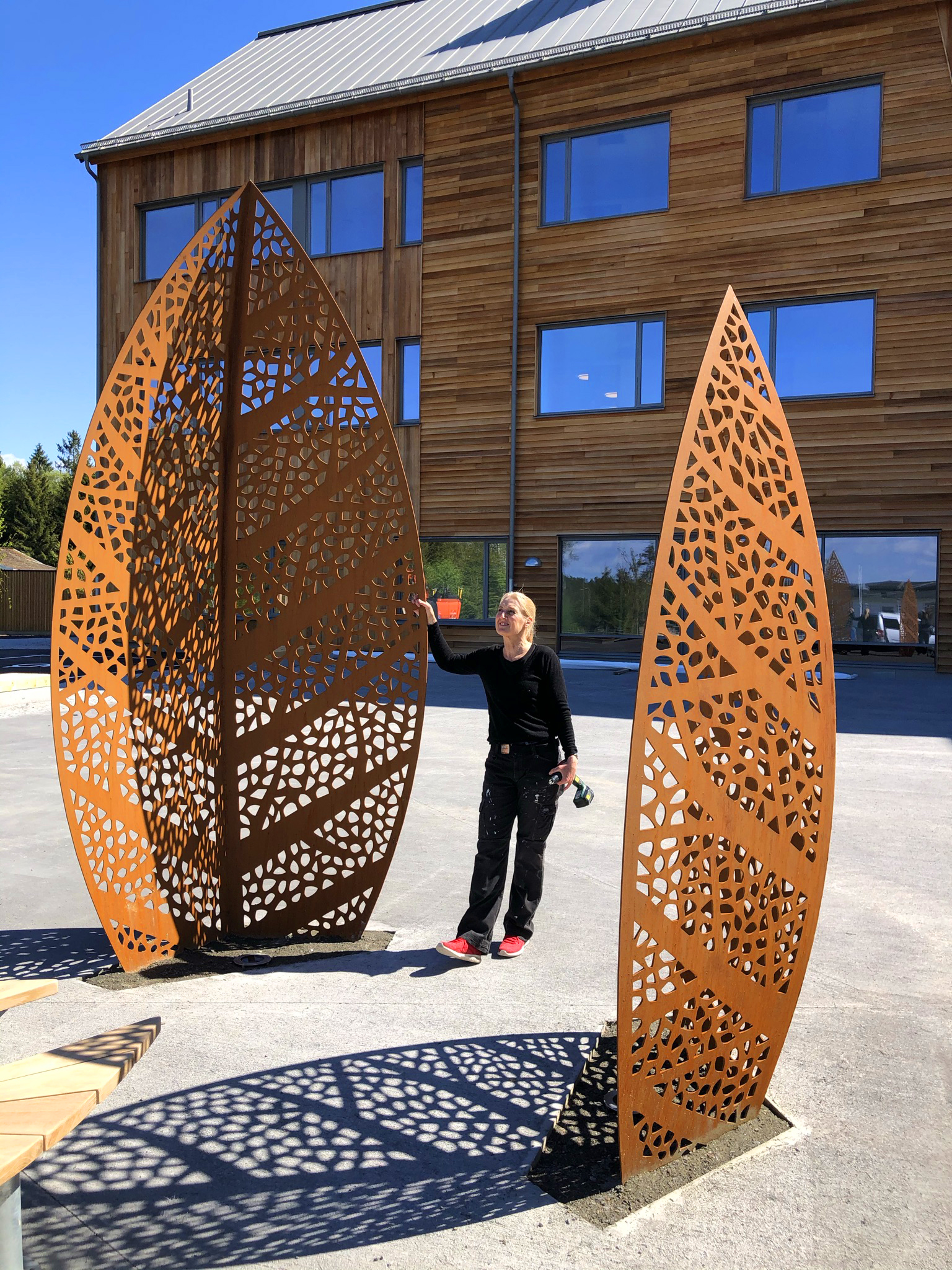
Skulpturen "Livets löv" på Fagerhultskolans skolgård i Hindås, Härryda kommun 2021.

Ann Karin Maria Ahlbom Sundqvist, född 16 november 1964 i Borås, är en skulptör, tecknare och grafisk formgivare.
Hennes skulpturer i glas, sten, metall eller betong/mosaik är ofta inspirerade av tidlösa former från naturen och mänsklighetens ursprung.
Hon studerade vid Konstfack 1985-1989 och har en Master of fine Art i skulptur.

## Offentliga konstverk i urval
- 2023 "De fyra elementen", Stinebackens förskola, Kristineberg, Borås stad
- 2023 Skissuppdrag för Bovallstrands torg, Sotenäs kommun
- 2022 Skissuppdrag Fågelviksrondellen, Tibro kommun
- 2021 "Livets löv", Fagerhultskolan, Hindås, Härryda kommun
- 2020 "Sagostigen", Tre Rosors Förskola, Ulricehamns kommun
- 2019 ”Livet i sjön”, BRF Knallen, Hammarby sjöstad, Stockholm
- 2017 "Avamore", skulptur i rondell i Avesta kommun [2]
- 2014 "Skogen", husfasad Annedal i Bromma  för Heba Fastighets AB [3]
- 2013 "Vänner", Bergsgårds förskola, Halmstads kommun
- 2013 "Vänner", Bäckagårds förskola, Halmstad kommun
- 2012 "Vänner", Lokes förskola, Halmstad kommun
- 2008 "Trädet", Oskarströms förskola Halmstad kommun

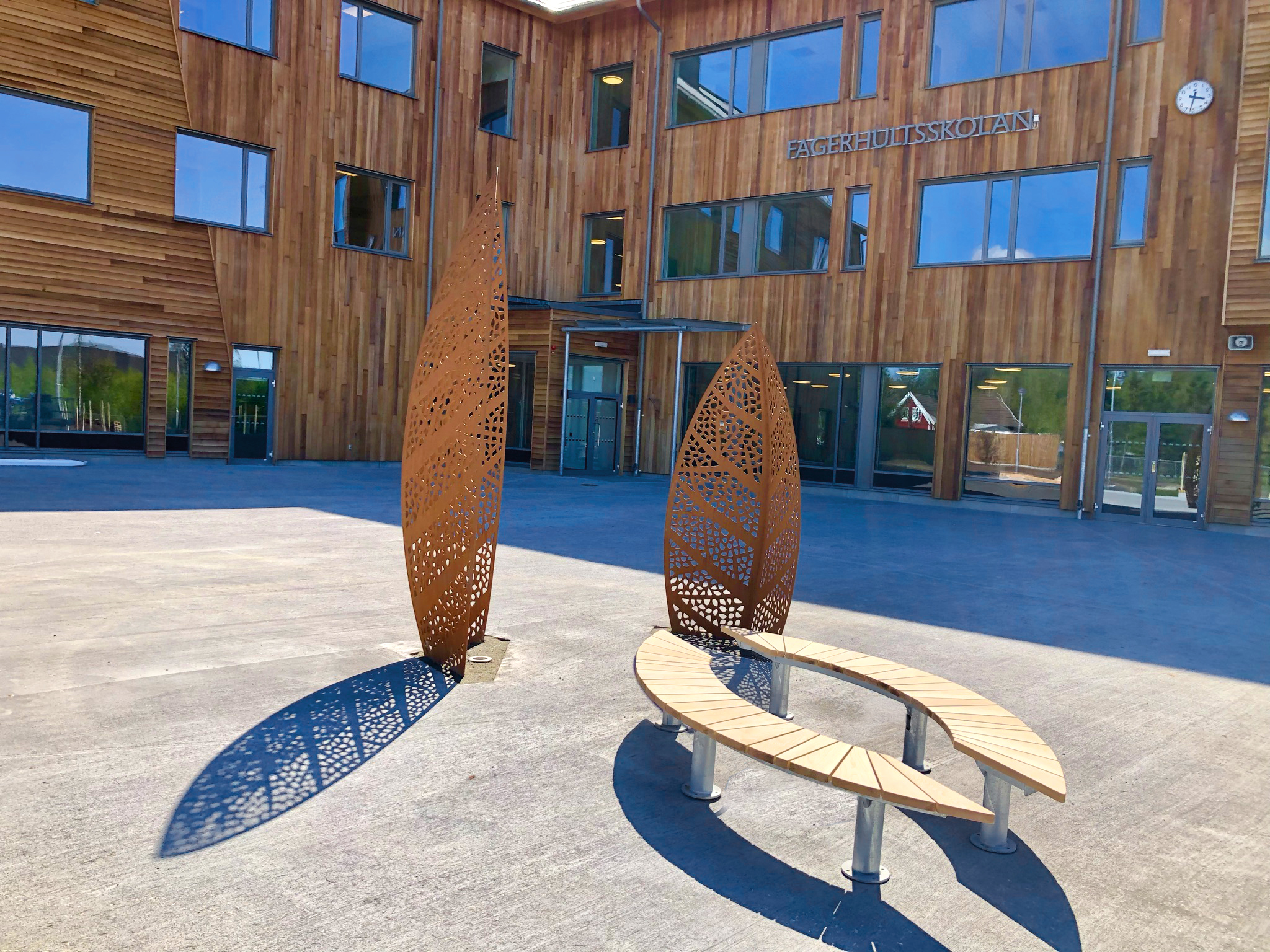
Skulpturen "Livets löv" på Fagerhultskolans skolgård i Hindås, Härryda kommun 2021.

- Skulpturen "Livets löv"  på Fagerhultskolans skolgård i Hindås, Härryda kommun 2021.2008 "Vänner I", Sofiebergs förskola, Halmstad kommun
- 2008 "Hem ljuva hem" Sätra Äldrevårdsboende för dementa.  Stockholms stad
- 2000 Skissuppdrag till skulptur, Skanskas huvudkontor, Stockholm
- 1998 "Drakdjuret", Järla Skola, Nacka kommun
- 1997 "Diatoméer", Geohuset, Stockholms Universitet, Stockholm
- 1996 "Dialog", entréskulptur utanför Skene Bibliotek, Marks kommun

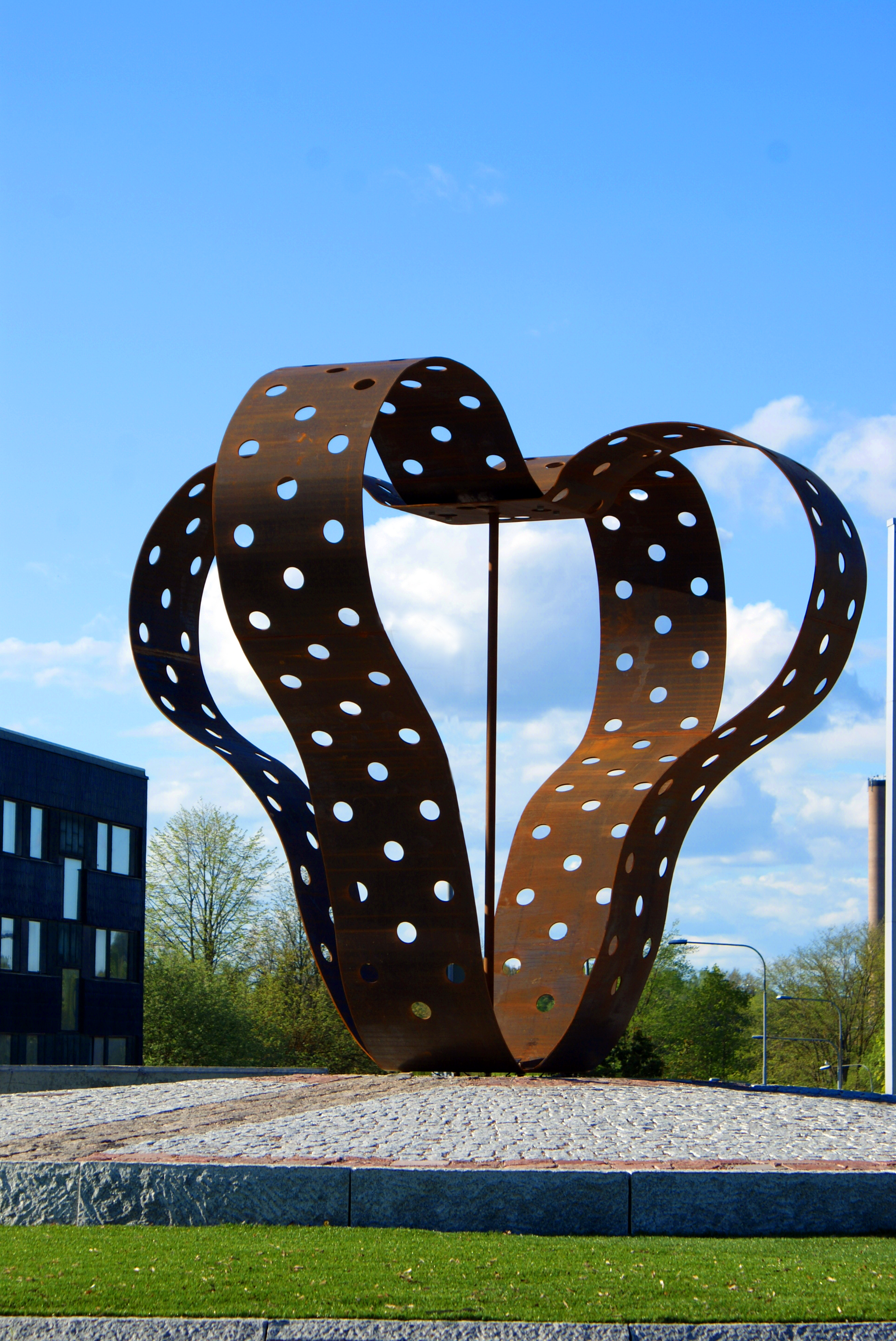
Skulpturen "Avamore", en konstnärlig gestaltning av cirkulationsplats Alvar Aalto i Avesta, Dalarna.

- 1994 "Hav", Svenska Bostäder, StockholmSkulpturen "Avamore", en konstnärlig gestaltning av cirkulationsplats Alvar Aalto i Avesta, Dalarna.1991 "Tulpantrion", Cementa Euroc AB, Skövde
- 1989 ”De Gotiska Hästarna” Björketorps Förskola, Marks kommun

## Illustrationer i böcker[4](ett urval)
- 2016 - Sölvberg, Tom. Nalle och Sture i Rom. Illustrerad av Ann Ahlbom Sundqvist. Borås: Compania Comder. Libris 19474058. ISBN 978-91-87185-43-4
- 2016 - Canow, Isabella. Möt mig där jag är: en bok om bemötandet av ensamkommande ungdomar. Illustrerad av Ann Ahlbom Sundqvist. Stockholm: Skyddsvärnet. Libris 19646371. ISBN 978-91-981484-6-6
- 2014 - Sölvberg, Tom (2014). Nalle är sjuk. Illustrerad av Ann Ahlbom Sundqvist. Borås: Compania Comder. Libris 16557953. ISBN 978-91-87185-25-0
- 2011 - Eriksson, Hippas. Värsta nappet (Läs i nivåer. 6. Box 3, Upplevelse.). Stjärnsvenska. Illustrerad av Ann Ahlbom Sundqvist (1. uppl.). Stockholm: Liber. Libris 12521688. ISBN 978-91-47-10203-7
- 2010 - Sundqvist, Gunnar. Uthållig utveckling: mänsklighetens framtid. Illustrerad av Ann Ahlbom Sundqvist (2. uppl. (första utgåva 2003)). Lund: Studentlitteratur. Libris 11772744. ISBN 978-91-44-05703-3
- 2009 - Pettersson, Christer (2009). Ligan på Koh Lanta: Calle och Cajsa i Thailand. Illustrerad av Ann Ahlbom (E-bok 2014). Stockholm: Astrate. Libris 11355763. ISBN 978-91-972663-9-0
- 2002 - Höglund, Martin; Hammarlund-Udenaes Margareta, Dahlkvist Jonatan. Patientfall i farmakoterapi och sjukdomslära. Illustrerad av Ann Ahlbom Sundqvist ([Ny uppl.]). Uppsala: Avd. för farmakokinetik och läkemedelsterapi, BMC. Libris 8954245. ISBN 91-631-2917-5
- 2000 - Lundberg, Dan; Malm Krister, Ronström Owe. Musik, medier, mångkultur: förändringar i svenska musiklandskap. Kungl. Musikaliska akademiens skriftserie, 0347-5158 ; 93. Illustrerad av Ann Ahlbom Sundqvist. Hedemora: Gidlund i samarbete med Riksbankens jubileumsfond. Libris 8376835. ISBN 91-7844-322-9